# Frontipodopsis
Frontipodopsis (лат.) — род тромбидиформных водяных клещей, единственный в составе семейства Frontipodopsidae из надсемейства Hygrobatoidea (Parasitengona, Prostigmata). Австралия.

## Описание
Микроскопического размера клещи (самки около 1 мм). Идиосома сильно сдавлена с боков; IV-L сегменты расширенные в дорсовентральном направлении и сдавленные с боков. Кокса Cx-IV значительно расширена, охватывая тело с боков; дорзум с медиальной полосой несклеротизированного покрова (обычно с несколькими маленькими пластинками); вставка IV-ноги без выпячивания, расположена перед серединой тела; сегменты IV-ноги расширенные в дорсо-вентральном направлении, сбоку уплощенные.  Гнатосома имаго с нехелатными пальпами; голени длиннее genua. Хелицеры 2-сегментные.
Несколько видов номинативного подрода Frontipodopsis известны из гипореальных местообитаний в Южной Америке и Австралии, а представители подрода Frontipodopsella — из аналогичных мест на юге Евразии и Северной Америки. О их биологии ничего не известно, за исключением предположения, что нимфы и взрослые особи, вероятно, являются хищниками, а личинки, вероятно, являются паразитами какой-то группы водных насекомых.

## Систематика
Известно 9 видов. Род Frontipodopsis был впервые описан в 1919 году швейцарским зоологом Charles Walter по материалам Frontipodopsis staheli Walter, C. 1919 из Суринама и назван из-за сравнения с родом Frontipodа (Oxidae, Lebertioidea), выделен в отдельное подсемейство Frontipodopsinae K. Viets, 1931 из семейства Axonopsidae или Aturidae, а с 2000 года в своё семейство Frontipodopsidae. Подсемейство Frontipodopsinae первоначально включало несколько родов: Frontipodopsis Walter, Karlvietsia K.O. Viets, Wheenyella Cook, Tasmanaxona Cook и Wheenyoides Harvey, 1990. Некоторые авторы включают в состав семейства Frontipodopsidae род Wheenyoides Harvey, 1990 (Австралия), первоначально описанный в составе в Aturidae.
- Frontipodopsis australica Cook, 1986
- Frontipodopsis curvipalpis Cook, 1986
- Frontipodopsis cuspidata Semenchenko, 2016[14]
- Frontipodopsis obscura Cook, 1986
- Frontipodopsis reticulatifrons Szalay, 1945
  - F. reticulatifrons persicus Schwoerbel & Sepasgosarian, 1980
  - F. reticulatifrons indicus Cook, 1967
  - F. reticulatifrons okinawaensis Imamura, 1957
- Frontipodopsis sudafricanus Cook, Smith & Harvey, 2000[10]
- Frontipodopsis staheli Walter, C. 1919
- Frontipodopsis suturalis Smit & Pešić, 2014[15]
- другие виды

## Распространение
Австралия, Афротропика, Неарктика, Неотропика, Ориентальная область, Палеарктика.